# Crisi dei prezzi dei periodici accademici
Con crisi dei prezzi dei periodici accademici si intende la crescita esponenziale, dal 1975 in poi, dei prezzi delle riviste scientifiche, che ha costretto le biblioteche ed i ricercatori a elaborare nuove forme di editoria accademica, come l'open access.

## Contesto storico
La pubblicazione scientifica a stampa ha rappresentato per secoli l'unico mezzo per diffondere l'informazione scientifica e riconoscerne la "scientificità" attraverso un filtro editoriale preliminare, la revisione paritaria (o peer review). Due funzioni sono legate all'informazione scientifica: diffusione e di certificazione dei risultati pubblicati.
Nel settore delle scienze matematiche, fisiche e naturali, la diffusione della ricerca viene spesso garantita dai depositi disciplinari, che ospitano prevalentemente i manoscritti (preprint) dei ricercatori: nelle scienze fisiche e matematiche, è celebre l'archivio ArXiv, attivo dal 1997.
Le riviste scientifiche invece hanno sempre assolto alla seconda funzione, la revisione della ricerca, cioè l'asseverazione della dignità scientifica di uno scritto, a seguito dell'esame da parte di un valutatore (referee).
Gli editori di tali riviste possono essere suddivisi in due gruppi: gli editori commerciali, fra cui spiccano alcune multinazionali, come Elsevier, Thomson Corporation, Springer Verlag (che ha incorporato Kluwer Academic Publishers) e John Wiley & Sons; e gli editori legati alle società scientifiche, come l'American Physical Society.
Nel caso delle riviste dedicate alle scienze dure il loro prestigio sarebbe legato alla loro presenza nel catalogo dell'Institute for Scientific Information (ISI), sul quale si calcola il fattore di impatto. Questo catalogo, nato per scopi prettamente bibliografici, elencava tutte le riviste più prestigiose e autorevoli. Col tempo, e dato che di fatto i bibliotecari lo utilizzavano per selezionare i periodici da comprare per la propria biblioteca, ha finito per imporsi come lista di pubblicazioni della cosiddetta scienza core, e, secondo alcuni studiosi come Jean-Claude Guédon, anche per dividere la scienza in due parti, una scienza mainstream e una scienza periferica.

## Politica dei prezzi e crisi
Il catalogo ha finito per contribuire a produrre politiche dei prezzi di tipo monopolistico. Le biblioteche universitarie sono infatti costrette a fornire ai propri utenti (studenti, ricercatori, professori) l'accesso a queste riviste, rese indispensabili dall'alto fattore d'impatto. Il prezzo degli abbonamenti, soprattutto con le offerte editoriali dei "pacchetti" (i bundle) sono cresciuti enormemente.
Gli effetti di ciò sono noti nel mondo bibliotecario come "crisi dei prezzi dei periodici": nel periodo 1975-1995 il prezzo delle riviste scientifiche è aumentato del 300% oltre l'inflazione (i prezzi variano da un minimo di 120 euro a più di 1000 a rivista, e sono offerti a pacchetti annuali).
Questa crisi ha cominciato a manifestarsi negli anni 1990. Internet ha peraltro permesso ad una comunità composta da scienziati matematici, fisici e naturali di valersi degli archivi di preprint. Le due funzioni, di diffusione dell'informazione scientifica e di certificazione dei risultati pubblicati, si sono divaricate. In queste comunità, la prima è svolta essenzialmente dagli archivi, la seconda dalle riviste. Questo ha portato a un certo disinteresse nei riguardi delle riviste e del loro costo, con correlata diminuzione delle istituzioni che vi si abbonano.
In questo ambito, si è anche tentata la via delle riviste elettroniche, edite da editori commerciali e non. Un esempio degno di menzione è quello del Journal of High Energy Physics (JHEP), che è diventato in pochi anni la rivista più importante del suo settore. Le riviste elettroniche permettono agli editori che lo desiderano, nella maggioranza sono editori societari, di praticare considerevoli risparmi sui costi (JHEP costa da 10 a 15 volte meno delle riviste commerciali concorrenti). Anche le riviste tradizionali hanno scelto la via dell'informatizzazione e uniscono la vendita della copia cartacea alla copia online. Tuttavia questo non ha portato a una diminuzione dei prezzi, anzi ha aggravato la condizione di debolezza delle biblioteche acquirenti: se viene chiuso un abbonamento a una rivista cartacea, i suoi numeri cartacei passati rimangono negli scaffali delle biblioteca, se viene disdetto un abbonamento a una rivista elettronica si perde interamente il diritto all'accesso a tutti i suoi numeri, a meno che la biblioteca abbia preventivamente avuto cura e potuto di inserire opportune clausole contrattuali.
Nel settore umanistico, la monografia è più importante delle riviste. Queste, dunque, non hanno attraversato una paragonabile crisi dei prezzi, anche se la transizione alla rete è stata gestita per lo più dagli editori, che hanno imposto forme di accesso riservato, e politiche dei prezzi di download variabili, ma generalmente sproporzionate in relazione al fatto che gli autori forniscono loro gli articoli a costo zero.
A differenza di altri prodotti commerciali protetti da diritto d'autore, nel caso di pubblicazioni scientifiche gli autori non ricevono alcun compenso economico, ma solo vantaggi di prestigio per il fatto di essere stati pubblicati (il conto economico di solito viene sostenuto dalle aziende di ricerca soprattutto università). Inoltre non tutte le università possono permettersi gli abbonamenti.